# Nuithonie
Pour l’article homonyme, voir Espace Nuithonie.

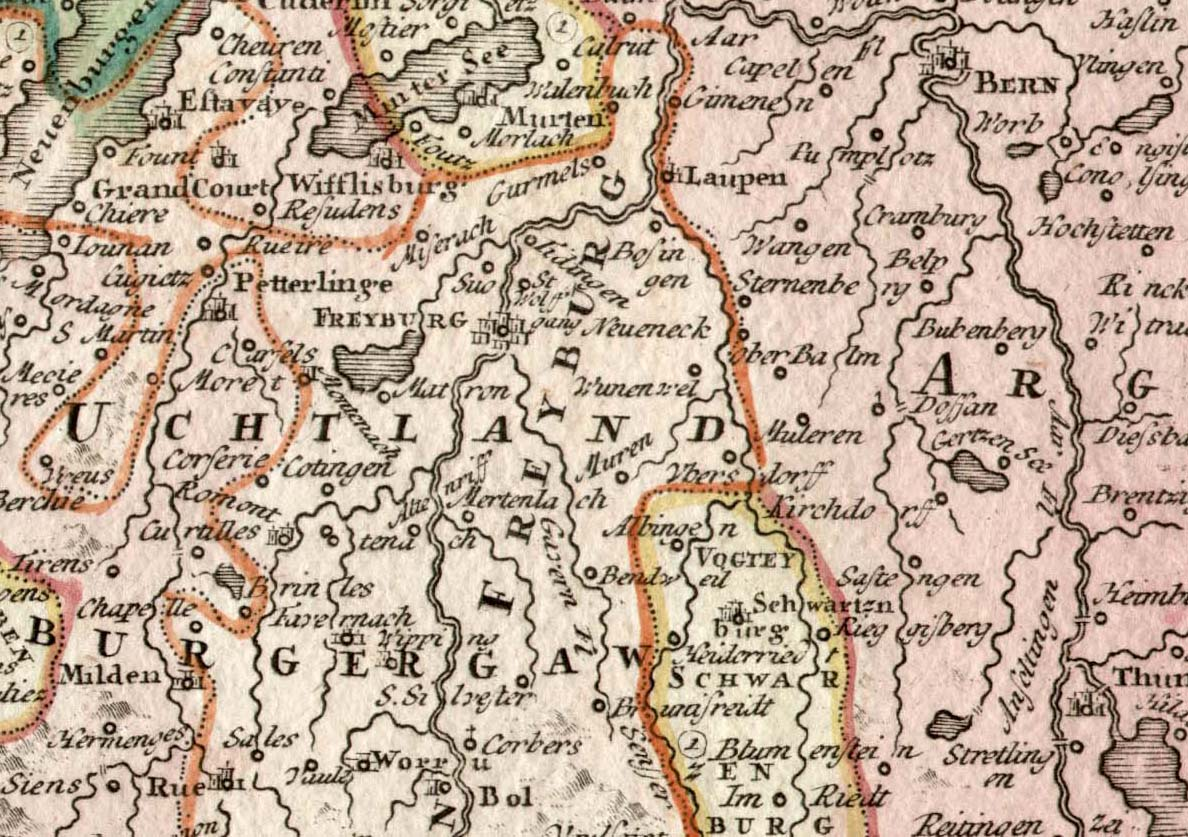
La Nuithonie (« Uchtland ») sur une carte de Johann Homann (1732).

La Nuithonie ou Nuitonie est une région de l'ouest de la Suisse qui inclut les villes de Berne, Soleure et Fribourg.

## Toponymie
En français, on trouve les noms Nuithonie et Nuitonie. En allemand, la région est nommée Üechtland, Üchtland ou encore Uechtland ; anciennement, elle avait comme nom Uchtland, Oechtland, Öchtland ou Ouchtland, ou avec un N initial (issu de l’abbréviation in Üe., « en Nuit. ») Nüechtland et Nüchtland,. En italien, la région est nommée Neuchtlandia et en moyen latin : Nuithonia.
Le nom de Nuithonie n'est presque plus utilisé en français. En allemand cependant, on appelle encore la ville de Fribourg Freiburg im Üechtland (« Fribourg-en-Nuithonie »), mais seulement pour la distinguer de ses homonymes et notamment de la ville allemande de Fribourg-en-Brisgau (Freiburg im Breisgau).
La Nuithonie tire vraisemblablement son nom du peuple des Nuithons.